# Worlds Collide
Worlds Collide es el sexto álbum de estudio de la banda finlandesa Apocalyptica, publicado el 17 de septiembre de 2007.
Existen dos versiones, la edición normal y la edición especial que contiene dos canciones extra y un DVD.
Se extrajeron tres sencillos, «I'm Not Jesus», «S.O.S. (Anything but Love)» y «I Don't Care».

## Canciones

### Edición normal
1. "Worlds Collide" - 4:29
2. "Grace" (con Tomoyasu Hotei) - 4:11
3. "I'm Not Jesus" (con Corey Taylor) - 3:35
4. "Ion" - 3:48
5. "Helden" (con Till Lindemann y Richard Z. Kruspe) - 4:23
6. "Stroke" - 4:33
7. "Last Hope" (con Dave Lombardo) - 4:50
8. "I Don't Care" (con Adam Gontier) - 3:57
9. "Burn" - 4:18
10. "S.O.S. (Anything but Love)" (con Cristina Scabbia y Mats Levén) - 4:23
11. "Peace" - 5:56

### Edición especial
CD
1. "Worlds Collide" - 4:29
2. "Grace" (con Tomoyasu Hotei) - 4:11
3. "I'm not Jesus" (con Corey Taylor) - 3:35
4. "Ion" - 3:48
5. "Helden" (con Till Lindemann y Richard Z. Kruspe) - 4:23
6. "Stroke" - 4:33
7. "Last Hope" (con Dave Lombardo) - 4:50
8. "I Don't Care" (con Adam Gontier) - 3:57
9. "Burn" - 4:18
10. "S.O.S. (Anything but Love)" (con Cristina Scabbia y Mats Levén) - 4:23
11. "Peace" - 5:56
12. "Ural" - 5:42
13. "Dreamer" - 3:36

DVD
1. "I'm not Jesus" (vídeo).
2. Making of de "I'm not Jesus".
3. Entrevista.
4. Fotografías.

## Personal
- Eicca Toppinen - Chelo.
- Paavo Lötjönen - Chelo.
- Perttu Kivilaakso - Chelo.
- Mikko Sirén - Batería.

### Personal adicional
- Tomoyasu Hotei - Guitarra en "Grace".
- Richard Z. Kruspe - Guitarra en "Helden".
- Dave Lombardo - Batería en "Last Hope".
- Corey Taylor - Voz en "I'm not Jesus".
- Till Lindemann - Voz en "Helden".
- Adam Gontier - Voz en "I Don't Care".
- Mats Levén - Voz en "I Don't Care" y "S.O.S. (Anything but Love)".
- Cristina Scabbia - Voz en "S.O.S. (Anything but Love)".